# داني وليامز (لاعب كرة قدم مواليد 1979)
داني وليامز (بالإنجليزية: Danny Williams)‏ هو لاعب كرة قدم بريطاني في مركز الدفاع، ولد في 12 يوليو 1979 في ريكسهام في المملكة المتحدة. شارك مع منتخب ويلز تحت 21 سنة لكرة القدم. أما مع النوادي، فقد لعب مع كيدرمينستر هاريرز ونادي بالا تاون ونادي بريستول روفيرز ونادي تشستر سيتي ونادي دونكاستر روفرز ونادي ريكسهام ونادي ريل ونادي ليفربول.

## وصلات خارجية
- داني وليامز على موقع قاعدة بيانات كرة القدم.إي يو (الإنجليزية)
- داني وليامز على موقع Soccerbase.com (لاعب) (الإنجليزية)